# Casesnoves (la Vall de Boí)
Casesnoves és una zona de pletius situada en el terme municipal de la Vall de Boí, a la comarca de l'Alta Ribagorça, i dins del Parc Nacional d'Aigüestortes i Estany de Sant Maurici. El nom prové «del llatí casas novas, cabanes noves». Per haver sigut una «zona plena de pletius, pletes i cabanes».

## Geografia
Al vessant meridional de la Vall de Sant Nicolau, per sota de la Serra de Llats, entre la Roca Blanca (2.297,0 m) a l'oest i el Tuc de la Comamarja (2.562,1 m) a l'est, es troben els Pletius de Casesnoves. Per sota de la cara nord-oriental del Tuc, limitades pel nord per la Serra de Casesnoves, per l'est per la carena que, estenent-se en direcció nord, formen: el Cap de les Cometes (2.681,4 m), la Collada Barrada (2.609,5 m), el Bony Negre (2.724,1 m), la Collada del Bony Blanc (2.625,5 m) i el Bony Blanc (2.755,7 m); i pel nord-est per la Serrat del Comptador: es troben les Cometes de Casesnoves, que davallen cap al nord-oest per trobar els Pletius. El Barranc de Casesnoves, que neix a les Cometes, continua, flanquejat per la dreta pel Serrat del Comptador, cap al nord-oest per trobar el Riu de Sant Nicolau.

## Rutes[9]
Dues són les alternatives més habituals:
- Sortint de Taüll o el Pla de l'Ermita: Es remunta uns 400 metres pel Barranc de Remediano direcció nord-nord-est, per girar cap a l'oest-nord-oest i dirigir-se a el Faro (lloc on té lloc l'encesa de les falles a les festes de Taüll); es continua després cap al nord-nord-est, per buscar el pas a la Vall de Sant Nicolau que es troba entre el Pui-redó i el Cap de les Creuetes. Un cop al vessant nord, el camí ens porta a la Portella Negra, per davallar suaument cap a llevant fins als Pletius de Casesnoves.
- Des de l'extrem occidental de l'Estany de Llebreta seguint direcció oest-sud-oest fins als Pletius de Casesnoves.